# Páni ze Sovince

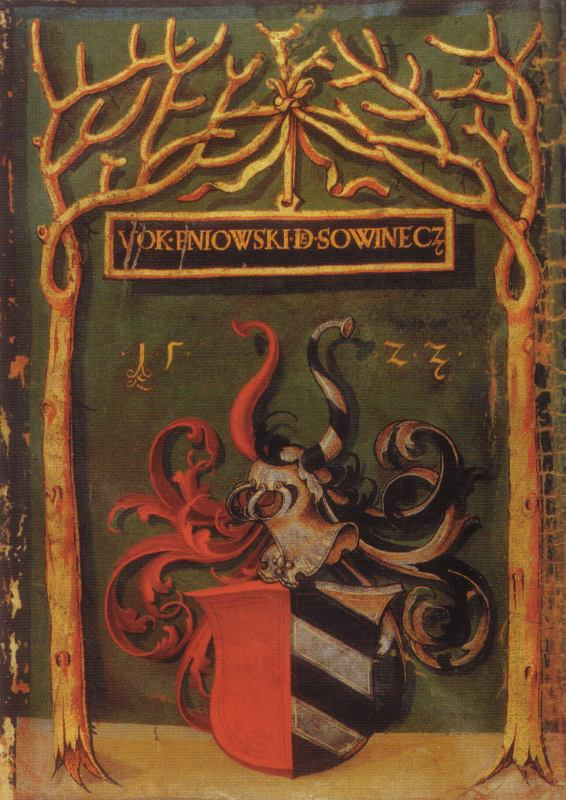
Erb Voka Pňovického ze Sovince

Páni ze Sovince byli starým panským šlechtickým rodem, který svůj přídomek odvozovali podle hradu Sovinec na Rýmařovsku.

## Počátky rodu

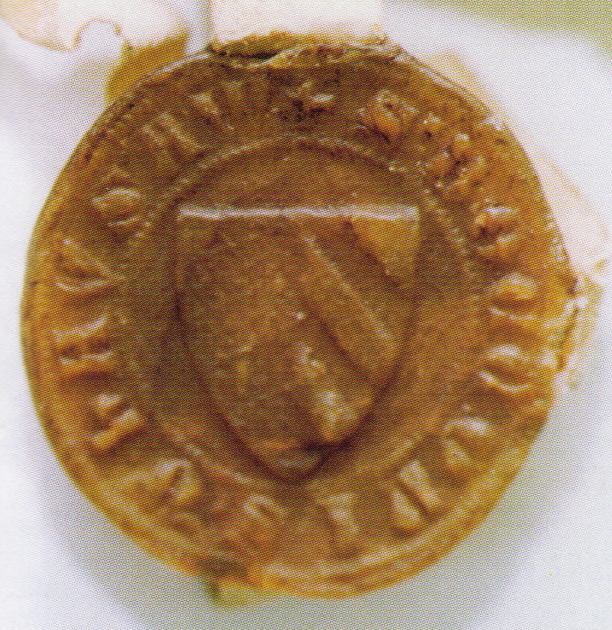
Pečeť Voka z Huzové (1329)

Páni ze Sovince pocházejí z rodu Hrutoviců. Za zakladatele rodu je považován Pavel, který byl v letech 1299–1302 podkomořím olomouckého biskupství a poté se uvádí jako moravský podkomoří. Tento muž, který je v listinách uváděn bez predikátu, měl tři syny: Markvarta, Voka a Pavla. Tito bratři jako manové olomouckého biskupa drželi hrad Húzovou. Markvart záhy zemřel a bratři Pavel a Vok vystavěli hrad Sovinec, po kterém se roku 1322 píše Pavel. Huzovou však drželi jako dědičné lenní sídlo i nadále, protože Vok se uváděl roku 1329 po tomto hradě; s predikátem ze Sovince se psal také roku 1348. Vok ze Sovince měl se svou manželkou Anežkou z Otaslavic syna Pavla, který měl dvě dcery, takže tato větev rodu vymřela po meči. Vokův bratr Pavel měl se svou ženou Klárou z Otaslavic syna Pavlíka, který měl jedenáct potomků – osm synů a tři dcery.
Po Pavlíkově smrti došlo mezi bratry k soudním přím o majetek. K vyřešení sporů došlo až roku 1407, kdy nejstarší bratr z prvního otcova manželství Ješek obdržel Pňovice, zatímco zbývající žijící bratři z druhého manželství získali podíly na Sovinci. Ješek se stal zakladatelem větve Pňovických ze Sovince, ze které vzešli dva nejvyšší olomoučtí zemští sudí a jeden nejvyšší moravský sudí.

## Hlavní rodová linie na Sovinci

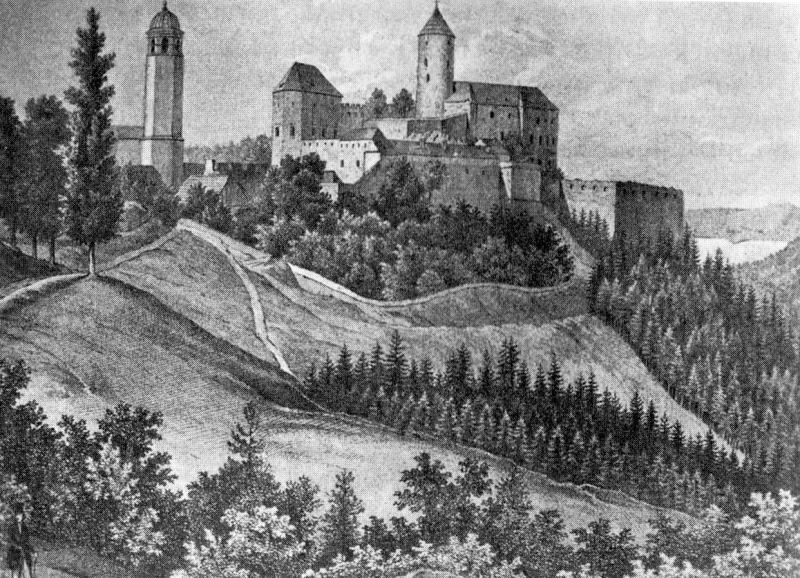
Hrad Sovinec v roce 1848

Na hradě Sovinci sídlili na počátku 15. století synové Pavlíka ze Sovince a jeho druhé ženy Kateřiny z Kunštátu. I mezi těmito bratry vypukly spory, které vyústily před rokem 1417 k obsazení Sovince bratry Pavlem a Petrem na úkor ostatních. V roce 1418 si jejich bratr Heralt koupil se svou matkou Kateřinou z Kunštátu hrad Doubravici a založil tak samostatnou rodovou větev.
Páni sídlící na hradě Sovinci se za husitských válek na Moravě přikláněli k husitské straně, i když jisté kontakty měli i s katolickou stranou. Jelikož Petr ze Sovince zemřel roku 1425 či krátce poté a tři jeho další bratři byli též po smrti, dělili se o Sovinecké panství Pavel ze Sovince a Vok ze Sovince, který se za husitských válek zmocnil Přerova a Svitav. V roce 1436 Vok tato města vrátil a koupil si panství Vsetín a Rožnov. O deset let později Rožnov prodal a koupil si hrad Helfštýn s panstvím. Sovinečtí páni však byli v té době zadluženi, a tak Vok ze Sovince se dvěma žijícími syny prodal 16. května 1467 Helfštýn Albrechtu Kostkovi z Postupic a krátce nato zemřel. Brzy zemřeli i Vokovi synové, nejpozději Jaroslav v roce 1475, čímž tato rodová větev vymřela po meči.
Synové Pavla ze Sovince též zemřeli předčasně, objevil se však jistý Pavel, který se prohlašoval za jeho syna. Byl veden soudní spor, kdy se rodového majetku domáhal Jan Heralt z Kunštátu a Líšnice, který byl poručníkem posledního sovineckého pána Jaroslava. Soud Heraltovi tento majetek v roce 1480 přiřkl a páni ze Sovince tak přišli o rodový hrad Sovinec.

## Páni ze Sovince a Doubravice
V roce 1418 koupil syn Pavlíka ze Sovince Heralt od Heralta Pušky z Otaslavic a Doubravice hrad Doubravici s panstvím. Nový majitel doubravického panství se však dal na loupežení a za husitských válek se přidal na stranu kališníků. Jako nebožtík se Heralt uvádí roku 1446. Jeho panství zdědili synové Půta a Heralt, avšak jisté nároky z důvodu dluhu či poručnictví si činil i Štěpán ze Zdounek a Cimburku. Roku 1447 žaloval Heralt II. Štěpána, „že hrad v Doubravici byl spálen i s penězi, obilím, moukou a se zbraněmi.“ Naposledy se Heralt II. uvádí roku 1447, když zemřel bez potomků.
Doubravické panství zdědil Půta ze Sovince a Doubravice, ale hrad v Doubravici byl už v té době patrně zničen a páni sídlili na tvrzi v Doubravici. Půta v roce 1459 koupil hrad Holštejn. Roku 1479 se uvádí jako královský komorník. Půta na sklonku svého života převedl majetek na své syny Jindřicha, Zikmunda, Jana, Heralta a Aleše. V roce 1483 prodali bratři ze Sovince hrad Holštejn Dobešovi Černohorskému z Boskovic. Potomky zanechal pouze Jindřich, který měl se svou manželkou z rodu z Vlašimi syny Petra a Aleše. Petr zdědil doubravické panství a Aleš se odstěhoval do Čech na Turnovsko, kde získal statek v Ploukonicích. Petr ze Sovince a Doubravice se často účastnil zasedání zemského soudu v Brně a roku 1526 byl jmenován výběrčím daní v brněnském kraji. Zemřel roku 1527 a jeho majetek prodal moravský zemský hejtman ve prospěch jeho nezaopatřené dcery Juliány Janovi Lhotskému za Ptení. Juliána zemřela neprovdaná v mladém věku.
Aleš ze Sovince a Doubravice, který sídlil v Čechách, měl úzké vazby s Krajíři z Krajku. V roce 1520 si koupil tvrz, dvůr a ves Albrechtice s dalšími šesti vesnicemi. Zemřel roku 1529 a zanechal syna Jana, jehož potomci se na Olomoucku vyskytují do dnešních časů a sídlí v okolí Litovle, Palonína, Měníka a Mladče, kde Jan zdědil majetek po vymření pánů z Pňovic. Jan nejprve prodal majetek po otci, ale v roce 1554 koupil toužetínské panství, k němuž později přikoupil další vesnice. Jan zemřel pravděpodobně roku 1580 v Paloníně. Majetek zdědila jeho sestra Veronika, provdaná podruhé za Vladislava Zákupského z Vartenberka a jejich potomci.

## Pňovičtí ze Sovince

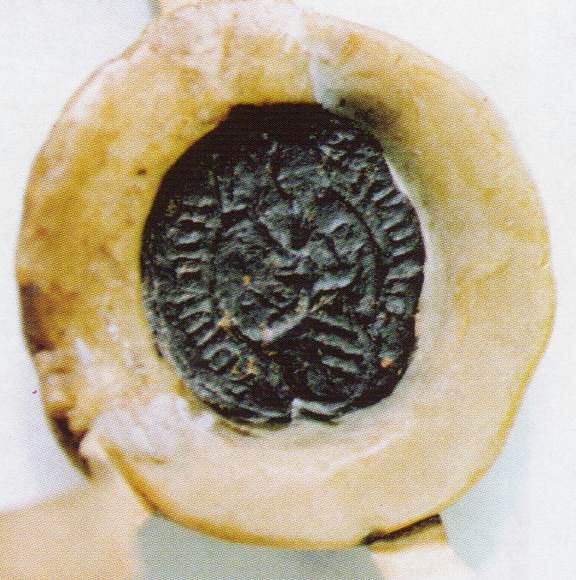
Pečeť Hynka ze Sovince a Pňovic 1461

Zakladatel pňovické větve rodu pánů ze Sovince Ješek měl dva syny: Pavlíka a Jana. Zatímco Pavlík ho přežil o pouhé čtyři roky, Jan Pňovický ze Sovince udělal díky přátelství se Zikmundem Lucemburským závratnou kariéru, když se za husitských válek angažoval na jeho straně. Působil ve funkcích nejvyššího olomouckého sudího, hejtmana Litovle a hejtmana Olomouce.
Ještě úspěšněji si vedl jeho vnuk Jan II. Pňovický ze Sovince, který vykonával funkce nejvyššího sudího olomouckého a poté nejvyššího sudího moravského. Roku 1490 se mu podařilo získat zpět do majetku rodu rodový hrad Sovinec. Významné funkce vykonával i syn Jana II. Vok Pňovický ze Sovince, který působil jako olomoucký purkrabí a nejvyšší sudí moravský. Ten se však stále zadlužoval a jeho syn Ješek musel rodový majetek před rokem 1545 prodat. Po Ješkově smrti roku 1549 vymřela i tato rodová větev.

## Příbuzenské vazby
Příbuzenskými svazky byli páni ze Sovince spojeni s pány z Holštejna, z Kunštátu, z Otaslavic, ze Šelmberka aj. Rodný hrad Sovinec mnohokrát změnil své majitele. Vlastnili jej postupně páni z Boskovic, Kobylkové z Kobylího, Řád německých rytířů. Za třicetileté války sloužil jako pevnost a opěrný bod švédského vojska. Po opravě hradu počátkem 19. století z něj Řád německých rytířů vybudoval letní sídlo velmistra i řádové muzeum. Za nacistické okupace zde byl internační tábor jednotek SS. V roce 1945 hrad vyhořel. Od padesátých let 20. století zde probíhají postupné rekonstrukce.

## Erb
Polcený štít. Pravá polovina červená, v levé stříbrné tři šikmá černá břevna. Na štítě je kolčí přilba s točenicí. V klenotu jsou rohy s obrazem štítu.